# Dominion (Star Trek)
Dominion je ve světě Star Treku krutý vojenský  mezihvězdný stát vládnoucí v kvadrantu gama objevující se poprvé v seriálu Star Trek: Stanice Deep Space Nine. Ke konci 24. století Dominion vyvolal společně s Cardasijskou unií v alfa kvadrantu válku se Spojenou federací planet a jejími spojenci.
Dominion řídí tzv. Zakladatelé (Founders) či Měnavci (Changelings), jež v minulosti geneticky pozměnili rasu Vortů, aby jim sloužila jako jejich vyslanci a úředníci. Později prostřednictvím genetického inženýrství stvořili rasu Jem'Hadarů, která se stala jejich vojenskou složkou. Ty udržují při životě látkou zvanou Ketracel bílý, na níž jsou Jem'Hadarové závislí neboť jejich geneticky upravené tělo tuto látku nesyntetizuje, a tím si udržují jejich poslušnost.

## Historie
V gama kvadrantu vznikl Dominion již velmi dávno. Ve své říši prosazuje své zákony velmi krutě, neštítí se kvůli poslušnosti vymýtit celou rasu (například Teplany, kteří se stali varováním pro všechny ostatní vzpurné druhy). Poprvé Dominion vstoupil do kvadrantu Alfa v roce 2369. V roce 2370 poté obsadil několik bajorských a federálních kolonií a lodí. Byl zajat kapitán Sisko a zničena loď federace třídy Galaxy, USS Odyssey. 
Později se spojili s Cardassiany, a začali Dominionskou válku, která trvala od roku 2373 do roku 2375. Byli poraženi Spojenou federací planet a jejími spojenci. Poté, co zdevastovali Cardassijskou říši, byli nuceni opustit kvadrant alfa.

### Infekce
Během válečného konfliktu byli měňavci infikováni morfogenickým virem, který vyvinula Sekce 31, tajná autonomní a oficiálně neexistující organizace, hlásající hájení zájmů a bezpečnosti Spojené Země a později Spojené federace planet. Infekci nevědomě zavlekl do Velkého Článku (tekuté sdružení měňavců) šéf bezpečnosti Stanice Deep Space Nine, měňavec konstábl Odo. Když nemoc ve velkém článku propukla, měňavci postupně začali ztrácet schopnost měnit formu, neboť virus napadal jejich morfogenický matrix, což postupně znemožnilo měňavci vrátit se do své pravé tekuté formy. Takto nemocný měňavec se začal postupně zvnějšku odlupovat a nakonec zemřel. 
Lék proti nemoci, při snaze zachránit Oda, objevil Dr. Julian Bashir, který přišel na to, že stvoření morfogenického viru má na svědomí Sekce 31. V díle DS9: Extreme measures připraví past na agenta Luthera Sloana a nakonec se mu podaří společně s Milesem O´Brienem dostat informaci k vytvoření protilátky. Odo se pak po skončení války s Dominionem vrátil do Velkého Článku, který, po jeho spojení s ním, celý vyléčil.